# Ben Perry
Benjamin "Ben" Perry (St. Catharines, 7 maart 1994) is een voormalig Canadees wielrenner.

## Carrière
In 2012 reed Perry als laatstejaars junior een prima Luik-La Gleize: in de eerste etappe werd hij tweede achter Franck Bonnamour en hij won het bergklassement. Door deze resultaten mocht hij in 2013 als belofte uitkomen voor de opleidingsploeg van Lotto-Belisol.
In 2015 behaalde Perry zijn eerst UCI-zege, in dienst van Silber Pro Cycling. In de vijfde etappe van de Ronde van Beauce, met aankomst in Saint-Georges, won hij de spurt van zijn metgezellen Rob Britton en Peio Bilbao. Een jaar later won hij de openingsrit in de Grote Prijs van Saguenay. In het eindklassement van die Canadese etappekoers moest hij enkel zijn teamgenoot Ryan Roth voor laten gaan.
In 2017 werd Perry prof bij Israel Cycling Academy. In zijn eerste jaar voor de ploeg won hij een etappe in de Baltic Chain Tour en werd hij derde in het eindklassement. Daarnaast werd hij onder meer elfde in het eindklassement van de Ronde van Azerbeidzjan. Een jaar later won hij het bergklassement in de Ronde van Beauce.

## Overwinningen
2012
Bergklassement Luik-La Gleize
2015
5e etappe Ronde van Beauce
Bergklassement Ronde van Alberta
2016
1e etappe Grote Prijs van Saguenay
Punten- en jongerenklassement Grote Prijs van Saguenay
2017
2e etappe Baltic Chain Tour
2018
Bergklassement Ronde van Beauce
2019
3e etappe Ronde van Korea

## Resultaten in voornaamste wedstrijden
|      | \| Jaar \| Gent-Wevelgem \| Ronde van Vlaanderen \| Parijs-Roubaix \| Amstel Gold Race \| \| WK op de weg \| \| ---- \| ------------- \| -------------------- \| -------------- \| ---------------- \| \| ------------ \| \| 2017 \| opgave \| \| \| \| \| \| \| 2018 \| \| \| \| opgave \| \| \| \| 2019 \| \| \| \| \| \| opgave \| \| 2020 \| \| \| \| \| \| \| \| 2021 \| 88e \| 70e \| buit.tijd \| \| \| opgave \| \| 2022 \| \| \| \| \| \| \| \| 2023 \| opgave \| \| \| \| \| opgave \| |                      |                |                  |  |              |
| Jaar | Gent-Wevelgem | Ronde van Vlaanderen | Parijs-Roubaix | Amstel Gold Race |  | WK op de weg |
| 2017 | opgave |                      |                |                  |  |              |
| 2018 | |                      |                | opgave           |  |              |
| 2019 | |                      |                |                  |  | opgave       |
| 2020 | |                      |                |                  |  |              |
| 2021 | 88e | 70e                  | buit.tijd      |                  |  | opgave       |
| 2022 | |                      |                |                  |  |              |
| 2023 | opgave |                      |                |                  |  | opgave       |

## Ploegen
- 2015 –  Silber Pro Cycling
- 2016 –  Silber Pro Cycling
- 2017 –  Israel Cycling Academy
- 2018 –  Israel Cycling Academy
- 2019 –  Israel Cycling Academy
- 2020 –  Israel Cycling Academy
- 2021 –  Astana-Premier Tech
- 2022 –  WiV SunGod
- 2023 –  Human Powered Health

Boivin · Craven · Dempster · Díaz · Goldstein · Lemus · Lowndes · Neilands · Perry · Räim · Sagiv · Schreurs · Turek · Williams · van Winden · Yechezkel · Einhorn (stagiair) · Niv (stagiair) · Sessler (stagiair)
Ávila · Boivin · Dempster · Díaz · Earle · Enger · Gebremedhin · O. Goldstein · R. Goldstein · Hermans · Jensen · Lemus · Neilands · Niv · Perry · Plaza · Räim · Sagiv · Sbaragli · Schreurs · Turek · Williams · van Winden · Yechezkel
Ávila · Badilatti · Barbier · Boivin · Brändle · Crisey · Cataford · Cimolai · Dempster · Dunne · Earle · Einhorn (vanaf 1-6) · Enger · Gebremedhin · O. Goldstein · R. Goldstein · Hermans · Jensen · Minali · Neilands · Niv · Perry · Plaza · Räim · Sagiv · Sbaragli · Schreurs · Turek · van Asbroeck · van Winden · Ben Mosche (stagiair) · Ovett (stagiair) · Renard (stagiair)
Aranburu · Battistella · Boaro · Broesenski · Contreras · de Bod · Fjodorov · Felline · Fraile · Fuglsang · Gïdïç · Gregaard · Groezdev · Houle · G. Izagirre · J. Izagirre · Kudus · Loetsenko · Martinelli · Natarov · Perry · Piccolo tot 31 mei · Pronskïÿ · Rodríguez · Romo · Sánchez · Sobrero · Stalnov · Tejada · Vlasov · Zacharov
Aasvold · Aniołkowski · Banaszek · Bassett · Chrétien · Coté · de Vos · Double · Gibson · Greenberg · Haga · Hecht · Jensen · Joyce · Krul · Lemmen · McGill · Peák · Perry · Schönberger · Svestad-Bårdseng · Van Hoecke · Weemaes